# Senato di Palermo
Il Senato di Palermo fu il massimo organo istituzionale della città di Palermo, dotato di funzioni giurisdizionali e  amministrative, durante il Regno di Sicilia. 

## Storia
Il senato cittadino fu istituito nel 1411, in epoca aragonese, come avvenuto in altre città demaniali del Regno. Il Palazzo Senatorio (o Palazzo Pretorio), fu realizzato dal 1470 al 1478, con il pretore Pietro Speciale. Era massiccio, quadrangolare, a conci squadrati, e con alta  torre, con ingresso principale sulla piazza San Cataldo.
Il consesso inizialmente era formato dagli esponenti della nobiltà cittadina, e sul finire del XVIII secolo vi entrarono a far parte anche esponenti del ceto borghese. Fu attivo fino al 1818, quando, con la nascita del Regno delle Due Sicilie, i Borboni esautorarono totalmente il Senato, devolvendone i poteri ad un regio Intendente provinciale, mentre il Consiglio Civico fu sostituito da un  Decurionato di nomina regia.

## Composizione
Il Senato era presieduto da un pretore e costituito da sei senatori (o giurati): due per il maggior quartiere del Cassaro ed uno per ognuno degli altri quattro principali quartieri. L'elezione dei membri del Senato era riservata a un Consiglio Civico, composto dall'arcivescovo, dal capitano, dal pretore e senatori uscenti, dal castellano del palazzo Reale, da dodici cavalieri e da sei giudici, e poi sottoposta all'approvazione del viceré di Sicilia. Tra questi il viceré indicava anche una terna di nomi per il pretore, che veniva scelto direttamente dal sovrano.